# 会展中心站 (大连市)
会展中心站位于辽宁省大连市沙河口区，是大连地铁1号线的一个车站，因大連星海會展中心而得名，于2016年1月29日开通启用。未来将与7号线实现换乘。

## 位置
会展中心站位于沙河口区中山路与会展路交汇口北侧。

## 结构

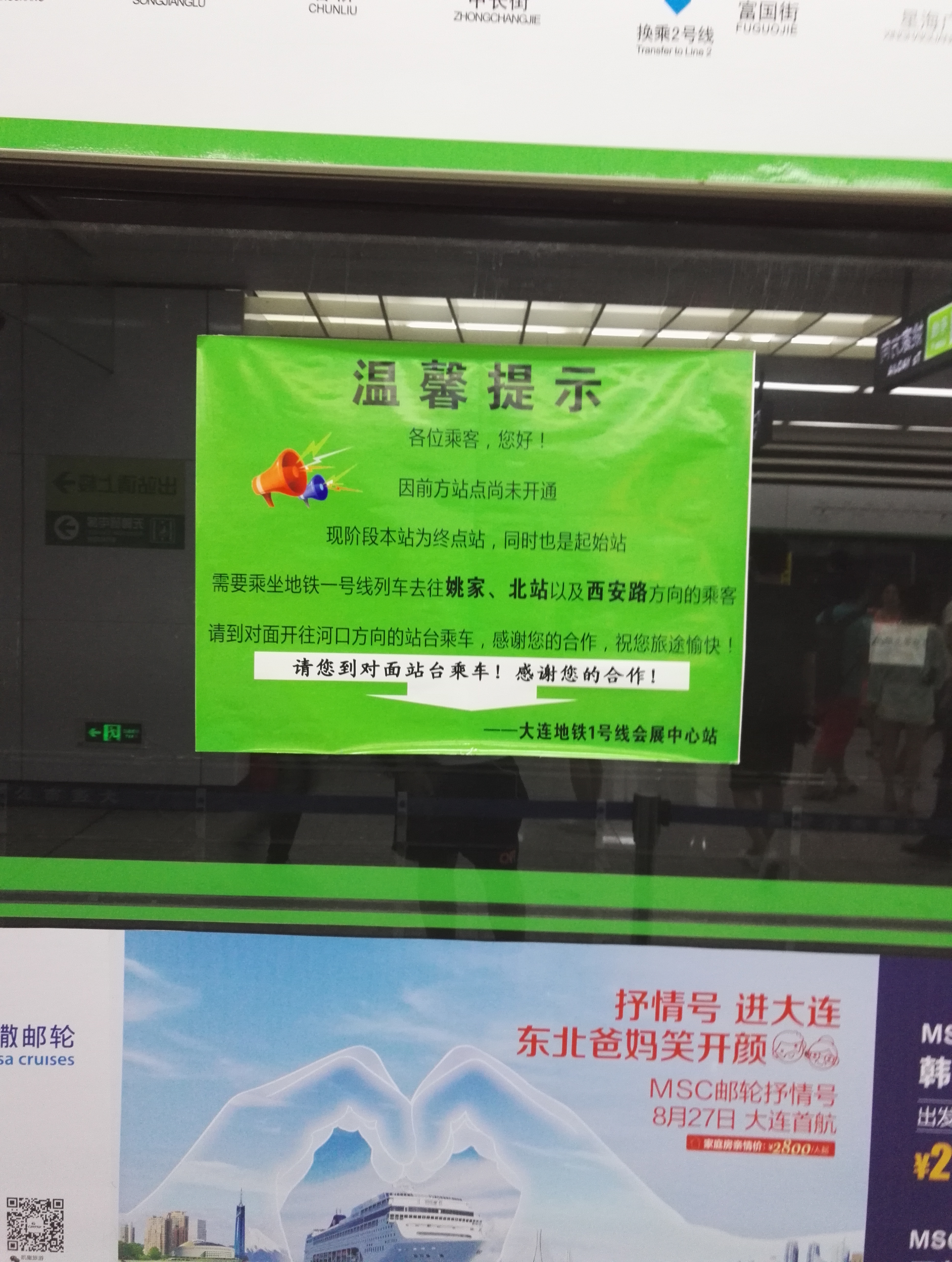
在1号线二期未开通前，会展中心站内关于乘车的温馨提示。

会展中心站为岛式站台地下站。
| B1层 | 站厅层                                     | 站厅、自动售票机                    |
| B2层 | 轨道                                       | ← █ 1号线列车往星海广场（河口方向） |
| B2层 | 岛式站台，列车运行方向左侧的车门将会被打开 |                                     |
| B2层 | 轨道                                       | █ 1号线列车往富国街（姚家方向）→    |

## 出入口
会展中心站设置三个出入口，其中A及D出入口位于体坛路南侧，B出入口位于中山路东侧，无障碍电梯设置于B出入口。
| 出口编号 | 出口指示 | 建议前往的目的地                             |
| -------- | -------- | -------------------------------------------- |
| 出口 · A |          | 体坛路、环球金融中心、华君金融中心           |
| 出口 · B |          | 中山路、富国街公园                           |
| 出口 · D |          | 中山路、会展路、大连博物馆、大连星海会展中心 |

## 公交换乘
- - 16、18、22、23、27、28、37、49、404、406、531、542、808、901、1121、2002路公交车，202路有轨电车，旅游环路。